# Elena de' Grimani
Elena de' Grimani, nota anche con lo pseudonimo di Ombra (Roma, 26 febbraio 1975), è una fumettista e illustratrice italiana autrice del personaggio di Rigel.

## Biografia e carriera

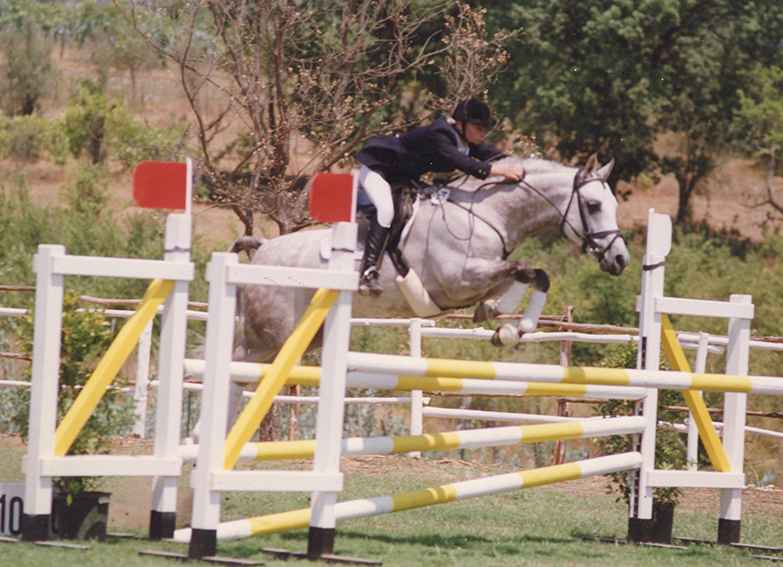
Elena de' Grimani durante una competizione di salto ostacoli

Nata a Roma nel 1975, frequenta il Liceo Artistico Sant'Orsola, dove si diploma nel 1994, poi l'Accademia di Belle Arti (pittura) e la Scuola romana dei fumetti. Pratica equitazione a livello agonistico, ma a vent'anni è costretta a rinunciare dopo un incidente. Appassionata di fumetti e film d'animazione Disney, decide di dedicarsi ai manga dopo avere letto Video Girl Ai di Masakazu Katsura e sviluppa il suo stile contaminando i due generi.
Nel 1999 partecipa in veste di scrittrice, con altri autori, alla raccolta di illustrazioni Femmine alla Corda di Franco Saudelli su richiesta dello stesso autore, che firma infatti il volume in copertina "Franco Saudelli & Friends". Tutte le illustrazioni della raccolta hanno la caratteristica di essere abbinate a un racconto breve.
Esordisce in campo fumettistico fondando il marchio "Anatema" e pubblicando nel marzo 1999 il primo numero di Rigel, debuttando a Lucca Comics con una storia urban fantasy di una vampira contemporanea. Dopo tre numeri e lo spin-off Tinebra, conclude definitivamente l'esperienza dell'autoproduzione, prima co-produce un albo con la Rock'n'Comics, il prototipo del futuro Luna, e inizia poi a pubblicare con la Panini Comics la miniserie in quattro numeri (ognuno di 96 pagine) Rigel Interlunium (2001), un remake/restyling di Rigel e Tinebra con l'aiuto alla sceneggiatura di Fabrizio Palmieri. Dello stesso filone fa parte Luna, edito da Star Comics, seguito da due episodi a fumetti per la rivista Piccoli Brividi nel 2002, nei quali partecipa come matitista, inchiostratrice e colorista. Dal 2006 realizza episodi one shot di Rigel pubblicati dalle riviste Concrete e Vampiri della casa editrice Absoluteblack più l'albo speciale Gioco di Sangue per la fiera Riminicomix, cui seguono le collaborazioni come disegnatrice per la Star Comics e la Red Whale.
Nel 2011 lavora come copertinista per la rivista americana di poesia Mythic Delirium. Nell'ottobre 2012, Panini Comics riedita per la terza volta la miniserie Rigel - Interlunium in un formato variant-deluxe, con l'aggiunta di sedici pagine e due copertine inedite. Nel novembre 2014, esce il nuovo inedito, il monografico (di 144 pg). Rigel-Anedonia, sempre edito dalla Panini Comics e reboot della serie in cui l'autrice realizza sia testi che disegni.Nel 2013 realizza una serie di ritratti dei componenti del gruppo musicale tedesco Rammstein per uno speciale scritto da Roberto Recchioni sul supplemento XL di La Repubblica..
Nel 2015 contribuisce con delle illustrazioni alla raccolta di racconti Storie di Gatti: Nuovi racconti a quattro zampe (Buck e il Terremoto Vol. 2).
Dal 2017 collabora con la scrittrice Velma J. Starling, per la cui saga fantasy The Silent Force realizza le copertine e le illustrazioni. Nel gennaio 2015 è tra gli artisti che esprimono col disegno la loro solidarietà ai colleghi uccisi nell'attentato alla sede di Charlie Hebdo; il suo contributo è tuttora visibile nel sito de Lo Spazio Bianco.

## Premi
- Premio Fumo di China 2000 (miglior autore esordiente realistico)[20]

## Bibliografia

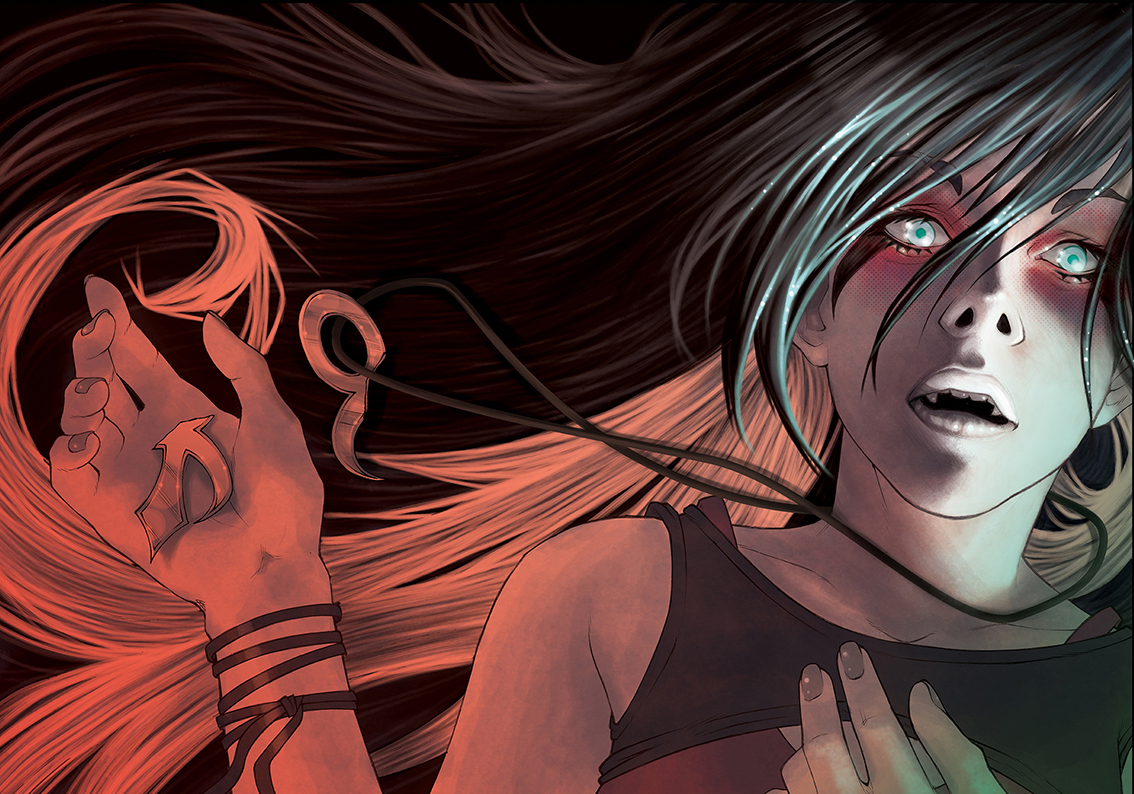
Copertina di Rigel-Anedonìa

## Voci correlate

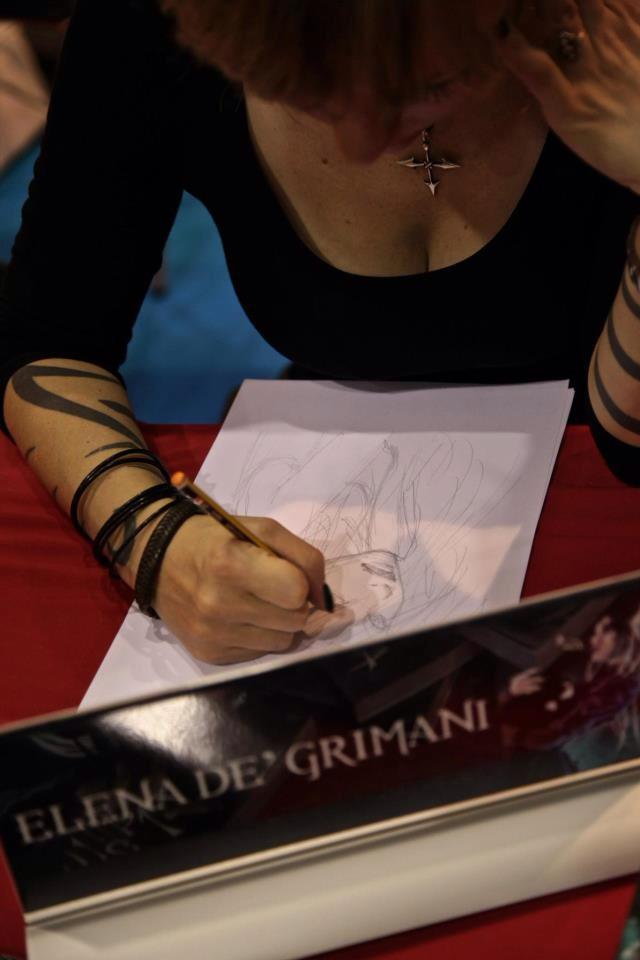
Elena de' Grimani ospite al Romics, stand PaniniComics, 2012